# Sabrina – Cô phù thủy nhỏ
Sabrina – Cô phù thủy nhỏ (tiếng Anh: Sabrina the Teenage Witch) là một bộ phim thuộc thể loại hài kịch tình huống của Mỹ dựa trên cuốn truyện tranh cùng tên của Archie comics. Bộ phim được chiếu lần đầu vào ngày 27 tháng 9 năm 1996 với hơn 17 triệu người xem.
Nhân vật chính của bộ phim là cô phù thủy tuổi thiếu niên Sabrina Spellman do Melissa Joan Hart thủ vai. Vào lần sinh nhật lần thứ 16 của mình, cô phát hiện mình có phép thuật và là một phù thủy. Cô sống với hai người cô 600 tuổi nhưng lại rất vui vẻ và không kém phần kì quặc của mình. Đó là Hilda Spellman (do Caroline Rhea thủ vai) và Zelda Spellman (do Beth Broderick đóng), cùng với chú mèo biết nói Salem Saberhagen (lồng tiếng bởi Nick Bakay) sống tại một thị trấn tại Westbridge, Massachusetts. Sabrina trải qua nhiều thử thách dở khóc dở cười của tuổi mới lớn cũng như tình cảm đầu đời với anh bạn học cùng trường trung học Harvey Kinkle (do Nate Richert thủ vai). Và tại ngôi trường này, Sabrina cùng đã gặp được rất nhiều người bạn tốt như Jenny Kelley (do phần thể hiện của Michelle Beaudoin) và Valerie Birkhead (do phần thể hiện của Lindsay Sloane) và cả một cô bạn Libby Chessler (do phần thể hiện của Jenna Leigh Green) rất phiền phức luôn và sở hữu từ mẹ câu cửa miệng đại loại như "đồ lập dị".
Bộ phim được phát sóng trên kênh ABC (phần 1–4) và WB (5–7) của Mỹ. Phim được mua bản quyền và phát sóng tại Việt Nam với tựa đề Sabrina – Cô phù thủy nhỏ trên VTV3 vào năm 2002 và HTV3 vào tháng 4 năm 2015.

## Nhân vật
- Melissa Joan Hart trong vai Sabrina Spellman, một nữ sinh phát hiện mình là một phù thủy vào lần sinh nhật thứ 16 của mình, xuất thân từ một gia đình phù thủy cổ xưa có cha và hai cô là phù thủy. Trong quá trình đấu tranh để làm chủ phép thuật mà mình đang có, cô thường xuyên gây ra những tình huống rắc rối nhưng lại hài hước của tuổi mới lớn bước vào xã hội với quyền năng phép thuật kì lạ khiến mọi người luôn tưởng cô là một người lập dị. Sau khi học hết trung học, Sabrina chuyển đến một nhà trọ gần trường đại học Adams ở đầu phần 5. Sau đó cô trở về nhà của các cô sau khi họ rời Other Realm.
- Caroline Rhea trong vai Hilda Spellman (Phần 1-6, và một vài tập của phần 7), một trong hai người cô của Sabrina. Cô rất yêu văn nghệ và nhất là chơi đàn Violin. Hilda thường được coi là người vui vẻ và đáng yêu; thường xuyên rơi vào mớ hỗn độn ma thuật tương tự như cháu gái của cô ấy, tuy nhiên cô ấy giúp Sabrina vượt qua nhiều tình huống khó xử về phép thuật. Mặc dù bản tính dễ dãi và dễ bị tai nạn, Hilda đã chứng tỏ mình là một phù thủy lành nghề và mạnh mẽ trong suốt bộ phim. Sau này cô đã mua một tiệm đồng hồ nhỏ nhưng kinh doanh không khá lắm. Ở đầu phần 5, cô đã mua lại tiệm café của Josh và kinh doanh luôn tại đó và đổi tên thành Hilda's Coffee House. Sau khi kết hôn vào cuối phần sáu, cô chuyển đi cùng chồng. Cô xuất hiện như một diễn viên khách mời ở phần 7.
- Beth Broderick trong vai Zelda Spellman (Phần 1-6), là cô của Sabrina và là chị của Hilda. Zelda, là một giáo sư dạy môn Vật lý ở trường đại học. Zelda thường là người đưa ra lời khuyên, giải quyết rắc rối và là tiếng nói của lý trí khi Hilda hoặc Sabrina sử dụng phép thuật một cách vô trách nhiệm. Cô từng hẹn hò với Willard Kraft nhưng chia tay ở cuối phần 4. Vào cuối phần sáu, cô từ bỏ sự trưởng thành của mình để Sabrina được đổi lại thành máu thịt sau khi bị biến thành đá khi mất đi tình yêu đích thực. Sabrina khuyên Zelda chuyển đi cùng Hilda, và Sabrina đảm bảo với cô rằng cô vẫn ổn va đủ trưởng thành để sống một mình. Zelda xuất hiện như một ngọn nến trong tập cuối để cho phép mẹ của Sabrina tham dự đám cưới của Sabrina
- Nick Bakay (Lồng tiếng) trong vai Salem Saberhagen, một pháp sư "500 tuổi" bị biến thành con mèo đen biết nói bởi vì một âm mưu chiếm toàn thế giới trong quá khứ. Hắn bị kết án làm mèo 100 năm. Salem được gửi đến sống với Hilda Spellman vì cô ủng hộ và tham gia vào kế hoạch của ông, và do đó chăm sóc Salem được xem như là bản án của cô. Salem được miêu tả là có tính ích kỷ và đói khát quyền lực. Ông ta lên kế hoạch rất nhiều trong suốt bộ phim để có được con đường của mình, chiếm lĩnh thế giới hoặc chỉ đơn giản là gây rắc rối. Tuy nhiên, Salem cũng có một trái tim và một khía cạnh mềm yếu mà ông ta không thể hiện thường xuyên, đặc biệt là đối với Sabrina, người mà anh ta bí mật gọi là "Sabreeny" và yêu cô bé rất nhiều. Ngoài ra, ông ấy rất nhạy cảm và khóc thường xuyên. Salem vui vẻ và rất trung thành. Salem có một cô con gái ở phần 4 và đã kết hôn. Cùng với Sabrina, chú mèo này là nhân vật duy nhất xuất hiện xuyên suốt ở tất cả các tập của tất cả bảy phần của bộ phim. Bốn con mèo được huấn luyện đã được sử dụng để miêu tả Salem trong những cảnh không đối thoại. Những con rối hoạt hình được sử dụng cho các cảnh cận cảnh. Mặc dù hình dạng con người của ông ta đã xuất hiện trong nhiều tập phim, nhưng khuôn mặt của Salem không bao giờ thực sự được thể hiện. Hoặc là ông ta bị che khuất trong bóng tối hay là chúng ta chỉ nhìn thấy đôi chân của ông ta, hoặc ông ta nhập vào một nhân vật khác.
- Nate Richert trong vai Harvey Kinkle (Phần 1-4 và 6-7, xuất hiện trong một vài tập của phần 5), là bạn trai ở ngôi trường cấp 3 của Sabrina. Chuyện tình của họ không ít lần bị chênh vênh do sự cản trở của Libby. Nhưng khi biết tin Sabrina là một phù thủy, anh đã chia tay Sabrina ở cuối phần 4. Anh từng hẹn hò với Morgan Cavanaugh. Sabrina và Harvey đã trở lại vào cuối phim nhờ em họ của Sabrina - Amanda đưa cho anh viên đá tâm hồn và họ đã chạy chốn khỏi nhà thờ tại lễ cưới của Sabrina và Aaron Jacobs và một cái kết thúc tốt đẹp bằng một nụ hôn thật sự!
- Jenna Leigh Green trong vai  Libby Chessler (Phần 1-3) là một cô nàng giàu có và cũng là đội trưởng môn cổ động. Chính nhờ thế mà cô có quyền lực nhất trường, thầy Kraft rất quý cô vì từ khi bắt đầu làm việc tại ngôi trường này, ông đã được ba của Libby lấy lòng nhờ mấy thùng mì gói vô cùng tầm thường. Cô rất thích Harvey và luôn cố gắng để lộ mọi mặt xấu của Sabrina để anh cảm thấy chán cô ấy nhưng mọi chuyện lại không như ý.
- Michelle Beaudoin trong vai Jenny Kelly (Phần 1) là người bạn tốt của Sabrina. Ngay từ những ngày đầu tiên, cô và Sabrina đã cùng nhau giúp đỡ lần nhau qua trò đùa của Libby. Cô đã từng bước qua Other Reaml khi sang nhà Sabrina chơi. Nhưng vì giải cứu kịp thời nên cô nghĩ đây chỉ là mơ.
- Lindsay Sloane trong vai Valerie Birkhead (Phần 2-3) là người bạn tốt thay thế cho Jenny. Cô đã từng được công nhận là kẻ lập dị. Nhưng cũng nhờ sự nhiệt tình của Sabrina mà cô đã không ít lần thắng Libby. Vào đầu phần 4, cô và gia đình tới Alaska để sinh sống, và họ từ biệt từ đó.
- Curtis Andersen trong vai Gordie (Phần 1-3) Gordie là bạn cùng lớp kỳ quặc của Sabrina tại trường trung học Westbridge, kết bạn với Sabrina, Valerie, Jenny và Harvey. Người ta không biết nhiều về anh ta, nhưng biết rằng anh ta quyên tiền cho trẻ mồ côi, và anh ta đã từng giúp Sabrina trốn học khi cô đang xấu hổ. Lần đầu tiên Sabrina gặp Gordie trong Câu lạc bộ Khoa học Westbridge và hai người vẫn là người quen và bạn bè trong ba năm trung học. Gordie cũng có một mối quan hệ ngắn ngủi với Valerie, bạn của Sabrina; tuy nhiên nó không thể trở nên quá nghiêm trọng, vì Valerie chuyển đến Alaska không lâu sau đó. Gordie là học sinh được Roland chọn cơ thể của Salem Saberhagen khi anh muốn trở thành một con người. Bản chất trái ngược hoàn toàn của Salem giúp mối quan hệ của Gordie và Valerie cùng một chút.
- Paul Feigh trong vai Thầy Eugene Pool (Phần 1) một giáo viên ưa thích của Sabrina dạy môn Sinh vật. Cô thường nói thầy Pool rất phiền phức.Câu cửa miệng của cô là "Tại thầy Pool phiền phức quá thôi". Vì hoàng cảnh nên sau giờ dạy ông thường hay rửa xe cho thầy hiệu trưởng cũ để kiếm thêm thu nhập với mơ ước làm giàu và kiếm tiền mua một chiếc túi mới.
- Martin Mull trong vai Willard Kraft (Phần 2-4) là thầy hiệu trưởng mới. ông rất quý Libby chỉ vì mấy thùng mì. Và ông luôn nghi ngờ Sabrina và luôn nghiêm với cô. ông ban đầu thích cô Hilda nhưng rồi lại thích cô Zelda. Nhờ đó Sabrina có thể dùng hai vấn đề để tố cáo thầy.
- Cô Quick (phần 2-3). Là giáo viên môn Toán của lớp Sabrina. Cô Quick rất quý Sabrina và Valerie và rất kị Libby. Cô là một người khá nhút nhát và khi cô có phép thuật của Sabrina thì cô đã tự tin rất nhiều khi biến thầy Kraft thành tinh tinh.
- Amili Ballard trong vai Người hướng dẫn (Phần 2) cũng có thể biết bằng tên gọi Albert. Anh là người giúp Sabrina hiểu thêm về phép thuật. Đôi khi anh hay mạo trang thành dân thường để được gặp Sabrina. Sabrina đã được giấy phép vào đầu phần 3 và lần xuất hiện cuối cùng của anh là cuối phần 2. Anh khá thân thiết với Sabrina và luôn giúp cô vượt qua kì thi lấy chứng chỉ phù thủy.
- David Lascher trong vai Josh Blackhart (Phần 4-6) là một đồng nghiệp đẹp trai của Sabrina trong quán Café. Sau đó, họ đã trở thành một cặp. Josh đấu tranh với sự nghiệp của mình trong hai phần, cho đến khi anh quyết định trở thành một nhiếm ảnh gia. Mối quan hệ của anh và Sabrina khá phức tạp hơn khi cô ở cùng với Harvey và họ có quá nhiều vấn đề cần vượt qua. Cuối cùng, anh rời Prague sau Sabrina và từ bỏ cuộc sống tình yêu của mình để cứu mạng Hillda.
- Jon Huertas trong vai Brad Alcerro (Phần 4) là một người mới trong trường, nhưng được sử dụng để tham dự Westbridge High trước khi mà Sabrina tới trường đó. Brad là một thợ săn phù thủy nhưng anh không biết được nó. Sabrina cố gắng xa lánh anh, nhưng mỗi lần cô dùng phép thuật trong trường, Brad luôn nhìn thấy nó. Trong tập phim " Dreama, Chuột ", Dreama làm cho một đài phun nước xuất hiện, Brad thấy và nói: " Bạn biết đấy, đôi khi tôi nghĩ rằng bạn là một phù thủy thực" và sau đó Dreama biến thành một con chuột. Trong cùng một tập phim Brad mất gen thợ săn phù thủy của mình thông qua một cuộc phẫu thuật. Đó là khi Sabrina nhận ra rằng anh là một tên khờ và bây giờ cô có thể sử dụng phép thuật trên người.
- China Shavers trong vai Dreama (Phần 4) là người luôn gây ra nhiều rắc rối vì sử dụng phép thuật quá nhiều. Và cô đã trở thành học sinh của Sabrina để học cách kiểm soát nó. Vào cuối phần 4 hay đầy phần 5, cô không được đề cập đến và chúng tôi cũng không biết nếu cô ấy đã vượt qua bài kiểm tra của mình thì cô ấy sẽ có được giấy phép phù thủy.
- Solei Moon Frie trong vai Roxie King (Phần 5-7) Bạn cùng phòng của Sabrina suốt những năm đại học và vẫn là một người rất thân với cô sau khi tốt nghiệp. Một nhà hoạt động với sự hài hước rất hoài nghi. Ý kiến của cô thường xuyên đụng độc với thái độ preppy hơn Sabrina đối với cuộc sống. Sau đó cả hai hình như có ảnh hưởng lẫn nhau. Như Roxie phát triển nhiều hơn trung thực và tốt bụng trong khi đó Sabrina trưởng thành và có ý thức xã hội nhiều hơn.
- Elisa Donovan trong vai Morgan Cavanaugh (Phần 5-7) người nhà thứ ba cuối cùng của Sabrina cũng là gia sư của mình trong suốt năm học đại học của cô. Morgan là một nhà thiết kế thời trang tài năng và là một người bạn tốt cũng có thể là nông cạn và thậm chí tinh nghịch vài lần. Cô ấy là nhân vật duy nhất biết nhân vật người mà hẹn hò lâu dài của Sabrina (Harvey và Josh) cũng như bày tỏ quan tâm hôn phu của cô Aaron.
- Travor Lissauer trong vai Miles Goodman (Phần 5-6) người nhà của Sabrina suốt những năm tháng đại học của cô. Không như Roxie hay Morgan, anh không bao giờ thấy và đề cập sau khi tốt nghiệp. Miles là một người có trái tim nhân hậu nhưng hình ảnh cậu bé chăm học đã ám ảnh anh với tất cả những thứ siêu nhiên. Trong suốt bộ phim, anh phát triển một lòng Zelda, và gợi ý là chứa nhiều cảm xúc tương tự cho Sabrina và Roxie.
- Dylan Neal trong vai Aaron Jocobs (Phần 7) là nữa đời cuối cùng của Sabrina và sau đó là một vị hôn phu của cô. Anh rất hay ganh ghét và đố kị với Harvey suốt mùa phim vì thời gian của Sabrina dành quá nhiều cho anh ta. Trong tập phim cuối cùng, ông sẵn sàng kết hôn với Sabrina. Nhưng khi hòn đá linh hồn vừa với nhau cô đã chia tay Aaron để chấp nhận lời cầu hôn trễ của Harvey.
- Calipso Barteanh trong vai Rana Hojimaka (Phần 4). Cô chỉ xuất hiện vài tập và biến mất ở cuối phần 4, cô làm việc ở quán cà phê và là người nhiều chuyện, rất thích Josh và thích nói với Josh về chuyện của Harvey và Sabrina để chia rẽ hai người.
- Melissa Joan Hart trong vai Katrina Spellman (Phần 3-6) Katrina là chị em sinh đôi độc ác của Sabrina Spellman. Khi Sabrina cuối cùng cũng giải quyết được bí mật gia đình để nhận được Giấy phép Phù thủy của mình, cô phát hiện ra rằng mọi thành viên trong gia đình Spellman đều được sinh ra với một cặp sinh đôi. Sau đó, cô gặp người chị em sinh đôi giống hệt mình, Katrina. Tuy nhiên, trong bài kiểm tra ai là phù thủy xấu vì Katrina đã đẩy Sabrina vào một ngọn núi lửa nên Katrina bị phát hiện người sinh đôi xấu xa. Sau đó, cô ấy bị gửi đến nhà tù ở "Thành phố sinh đôi". Cô ấy xuất hiện trong một số tập nhằm hại Sabrina như đánh cắp chứng minh thư của Sabrina hay gửi virus não rỗng cho cô.
- Emily Hart trong vai Amanda Wiccan (Phần 1-7). Cô là em họ của Sabrina, cô được miêu tả là đứa trẻ nghịch ngợm, hư hỏng. Cô từng nhốt Sabrina vào cái chai hay biến Sabrina thành một con búp bê, lên kế hoạch cướp bạn trai của cô. Tuy nhiên, khi Amanda lớn lên cô trưởng thành và trở nên thân thiết với Sabrina. Cô có vai trò quan trọng trong ngày cưới của Sabrina.
- Pamela Blair (Phần 2) và Alley Mills (Phần 6 & 7) trong vai Diana Spellman. Bà là mẹ của Sabrina và là một người thường Diana đã từng là giáo sư khảo cổ học và kết hôn với Edward, một phù thủy. Tuy nhiên, cuộc hôn nhân của họ xấu đi và hai người ly dị khi Sabrina mười tuổi. Do sắc lệnh của Hội đồng Phù thủy (hy vọng ngăn cản các cuộc hôn nhân phù thủy và người thường) sau khi phép thuật Sabrina được đánh thức khi cô tròn mười sáu tuổi, Diana không thể nhìn thấy con gái mình nếu không sẽ bị biến thành một quả bóng sáp.
- Robby Benson (Phần 1) và Doug Sheehan (Phần 4-7) trong vai Edward Spellman. Ông là cha của Sabrina. Vào ngày sinh nhật thư 16 của cô, khi các cô của cô nói với Sabrina rằng cô là phù thủy, Sabrina không tin điều đó cho đến khi cô nói chuyện với cha mình qua bức chân dung của ông trong Sách ma thuật. Ông có thể trấn an con gái và thuyết phục cô chấp nhận mình là phù thủy. Vào sinh nhật thứ 18 ông đề nghị rằng Sabrina đến ở cùng ông nhưng Sabrina đã trở về sau đó. Vào ngày cưới của Sabrina, Edward đến để dắt tay Sabrina trong lễ cưới. Khi Sabrina hủy bỏ đám cưới và trở lại với Harvey, Edward nhìn vào với vợ cũ với niềm tự hào.

## Các tập phim

### Mùa 1 (1996–1997)
Ở mùa đầu tiên, Sabrina phát hiện mình là phù thủy vào sinh nhật thứ 16. Với sự giúp đỡ của hai người cũng là phù thủy, Hilda và Zelda, và chú mèo biết nói Salem, Sabrina học cách làm chủ sức mạnh của mình. Cuộc sống học đường của Sabrina bị thống trị bởi mối quan hệ của cô ấy với Harvey Kinkle, mối quan hệ của cô ấy với người bạn Jenny Kelly và giáo viên của cô ấy Mr. Pool và sự cạnh tranh của cô ấy với đội cổ vũ đanh đá Libby Chessler, người chiến đấu với Sabrina để chiếm lấy tình cảm của Harvey.
| Tổng các tập | Trong các phần | Phát sóng tại các nước | Tựa đề                                                                                     |
| ------------ | -------------- | ---------------------- | ------------------------------------------------------------------------------------------ |
| 1            | 1              | 001                    | "Pilot" (tạm dịch: Khởi đầu)                                                               |
| 2            | 2              | 002                    | "Bundt Friday" (tạm dịch: Bánh Bundt ngày thứ Sáu)                                         |
| 3            | 3              | 004                    | "The True Adventures of Rudy Kazootie" (tạm dịch: Chuyến phiêu lưu của ngày Rudy Kazootie) |
| 4            | 4              | 003                    | "Terrible Things" (tạm dịch: Những điều khủng khiếp)                                       |
| 5            | 5              | 006                    | "A Halloween Story" (tạm dịch: Câu chuyện đêm Halloween)                                   |
| 6            | 6              | 007                    | "Dream Date" (tạm dịch: Cuộc hẹn mơ ước)                                                   |
| 7            | 7              | 008                    | "Third Aunt From the Sun" (tạm dịch: Người cô đến từ Mặt Trời)                             |
| 8            | 8              | 009                    | "Magic Joel" (tạm dịch: Ma thuật của Joel)                                                 |
| 9            | 9              | 005                    | "Geek Like Me" (tạm dịch: Ham vui như mình)                                                |
| 10           | 10             | 010                    | "Sweet and Sour Victory" (tạm dịch: Chiến thắng ngọt ngào và chua chát)                    |
| 11           | 11             | 011                    | "A Girl and Her Cat" (tạm dịch: Cô gái và con mèo của mình)                                |
| 12           | 12             | 013                    | "Trial by Fury" (tạm dịch: Thí nghiệm của Fury)                                            |
| 13           | 13             | 012                    | "Jenny's Non-Dream" (tạm dịch: Giấc mơ không có thật của Jenny)                            |
| 14           | 14             | 014                    | "Sabrina Through the Looking Glass" (tạm dịch: Sabrina thông qua kính nhìn)                |
| 15           | 15             | 015                    | "Hilda and Zelda: The Teenage Years" (tạm dịch: Hilda và Zelda: Những năm tháng tuổi trẻ)  |
| 16           | 16             | 016                    | "Mars Attracts!" (tạm dịch: Thu hút bởi Sao Hỏa!)                                          |
| 17           | 17             | 018                    | "First Kiss" (tạm dịch: Nụ hôn đầu tiên)                                                   |
| 18           | 18             | 017                    | "Sweet Charity" (tạm dịch: Từ thiện ngọt ngào)                                             |
| 19           | 19             | 020                    | "Cat Showdown" (tạm dịch: Cuộc thi Mèo)                                                    |
| 20           | 20             | 019                    | "Meeting Dad's Girlfriend" (tạm dịch: Gặp bạn gái của Ba)                                  |
| 21           | 21             | 021                    | "As Westbridge Turns" (tạm dịch: Khi Westbridge trở lại)                                   |
| 22           | 22             | 022                    | "The Great Mistake" (tạm dịch: Sai lầm hoàn hảo)                                           |
| 23           | 23             | 023                    | "The Crucible" (tạm dịch: Thử thách)                                                       |
| 24           | 24             | 024                    | "Troll Bride" (tạm dịch: Cô dâu chơi khăm)                                                 |

## Tại Việt Nam
Tại Việt Nam, phim được ra mắt với tựa đề "Sabrina - Cô phù thủy nhỏ", phim được phát sóng trên VTV3 (phiên bản thuyết minh) vào năm 2002 và HTV3 (phiên bản lồng tiếng) vào tháng 4/2015 lúc 19g30 từ thứ Hai đến Thứ Năm (và sau đó đổi thành 19g30 hàng ngày)
| Nhân vật                                                                                  | Diễn viên lồng tiếng                    |
| ----------------------------------------------------------------------------------------- | --------------------------------------- |
| Sabrina Spellman                                                                          | Tuyết Nhung                             |
| Zelda Spellman                                                                            | Thùy Tiên                               |
| Hilda Spellman                                                                            | Hoài Thương                             |
| Salem Saberhagen                                                                          | Chánh Tín                               |
| Harvey Kinkle                                                                             | Tuấn Anh                                |
| Libby Chessler (mùa 1-3) Roxie King (mùa 5-7)                                             | Thúy Hằng                               |
| Jenny Kelley (mùa 1) Valerie Birkhead (mùa 2-3) Dreama (mùa 4) Morgan Cavanaugh (mùa 5-7) | Thu Hiền                                |
| Thầy Pool (mùa 1) Josh Blackhart (mùa 4-6)                                                | Minh Vũ                                 |
| Hiệu trưởng Willard Kraft                                                                 | Hạnh Phúc                               |
| Người kiểm tra (mùa 2) Brad Alcerro (mùa 4) Miles Goodman (mùa 5-6)                       | Hoàng Khuyết                            |
| Ba Sabrina - Edward Spellman (Ted)                                                        | Bá Nghị                                 |
| Mẹ Sabrina - Diana Spellman                                                               | Linh Phương                             |
| Amanda Wiccan                                                                             | Thanh Lộc (mùa 1-3) Ái Phương (mùa 4-7) |
| Marigold Wiccan                                                                           | Thu Huyền (mùa 1) Ái Phương (mùa 3)     |
| Cô Quick                                                                                  | Thu Huyền                               |
| Vesta Spellman                                                                            | Quỳnh Giao                              |